# Tramlijn 4 (Utrecht)
Tramlijn 4 is een voormalige tramlijn van de Gemeentetram Utrecht. Een lijn met dit nummer reed voor het eerst op 15 juli 1907, en voor het laatst op 18 maart 1937. Intussen was de route wel veranderd; de eerste lijn 4 reed vanaf Vredenburg naar Oudwijk. Dit werd korte tijd later gewijzigd in Utrecht CS - Oudwijk. Deze lijn werd op 17 oktober 1908 opgeheven.
Op 15 februari 1919 werd een nieuwe lijn 4 geopend tussen Lombok - de Rijksmunt - Utrecht CS - Neude - Domplein - Ledig Erf. Deze reed tot het einde in 1937. In de Twijnstraat herinnert de naam van een café anno 2024 nog aan Lijn 4.